# Агата Тарчинська
Агата Тарчинська (пол. Agata Tarczyńska; нар. 27 червня 1988, Єленя-Ґура, Польща) — польська футболістка, півзахисниця та нападниця бременського «Вердера» та національної збірної Польщі.

## Клубна кар'єра
Футболом розпочала займатися в «Лехії» (Пеховице), де тренувалася разом з хлопчиками. Після цього перейшла до молодіжного складу жіночої команди КС АЗС (Вроцлав). У 2001 році дебютувала в дорослій команді. У вище вказаному колективі виграла свій перший чемпіонський титул у 2002 році, а в 2003 та 2004 роках виграла «золотий дубль», а наступного року знову виграла чемпіонат. У сезоні 2005/06 років перейшла до представника жіночої Бундесліги «Саарбрюккен». У вище вказаному сезоні зіграла 17 поєдинків та відзначилася 3-ма голами, перш ніж перейти в «Медик» (Конін). Влітку 2008 року повернулася до КС АЗС (Вроцлав), а навесні 2009 року віддана в оренду своєму колишньому клубу «Саарбрюккену». У другій половині сезону 2008/09 року зіграла лише одну гру в Другій Бундеслізі за «Саарбрюккен», а восени 2009 року повернулася до Вроцлава. Два роки по тому підписала контракт з «Унії» (Ратибор). У січні 2013 року повернулася до Німеччини, де уклала договір з «Барденбаха». За 6 місячців відзначилася 6-ма голами у 12-ти поєдинках, а в липні 2013 року перейшла в «Блау-Вайс Гоєн» (Нойєндорф). Зіграла 9 матчів у Другій Бундеслізі за «Блау-Вайс Гоєн» (Нойєндорф), перш ніж приєднатися до представника Бундесліги «Дуйсбурга».
У сезоні 2014/15 років виступала за «Заглемб'є» (Любін). У першій половині сезону відзначилася 22-ма голами в 11 матчах та стала найкращою бомбардиркою наприкінці сезону. У червні 2015 року Тарчинська підписала контракт з «Медик» (Конін), де відзначилася 20-ма голами в сезоні 2015/16 років. Влітку 2016 року перейшла до «Вольфсбурга», де спочатку була переведена до другої команди. Відзначилася 17-ма голами у 21-му поєдинком за «Вольфсбург II», а влітку 2017 року перейшла до команди переможця Бундесліги.

## Кар'єра в збірній
Виступала за дівочі (WU-16 та WU-17) та молодіжну збірну Польщі (WU-19), перш ніж отримала виклик до національної збірної країни. З командою WU-19 брала участь у фіналі чемпіонату Європи (WU-19) 2007 року в Ісландії.

## Голи за збірну
| кваліфікація чемпіонату світу 2011 | Боснія і Герцеговина | 0–4 | Польща | (0–3) |
| кваліфікація чемпіонату світу 2011 | Румунія              | 1–4 | Польща | (0–2) |
| кваліфікація чемпіонату світу 2011 | Україна              | 3–1 | Польща | (0–1) |

## Досягнення
КС АЗС (Вроцлав)
- Екстраліга
  -  Чемпіон (2): 2004, 2005

- Кубок Польщі
  -  Володар (2): 2003/04, 2008/09

«Медик» (Конін)
- Кубок Польщі
  -  Володар (1): 2007/08